# To kæmpere
To kæmpere (russisk: Два бойца) er en sovjetisk film fra 1943 af Leonid Lukov.

## Medvirkende
- Mark Bernes som Arkadij
- Boris Andrejev som Sasja
- Vera Sjersjnjova som Tanja
- Janina Zjejmo
- Maksim Shtraukh